# Zpracování signálu

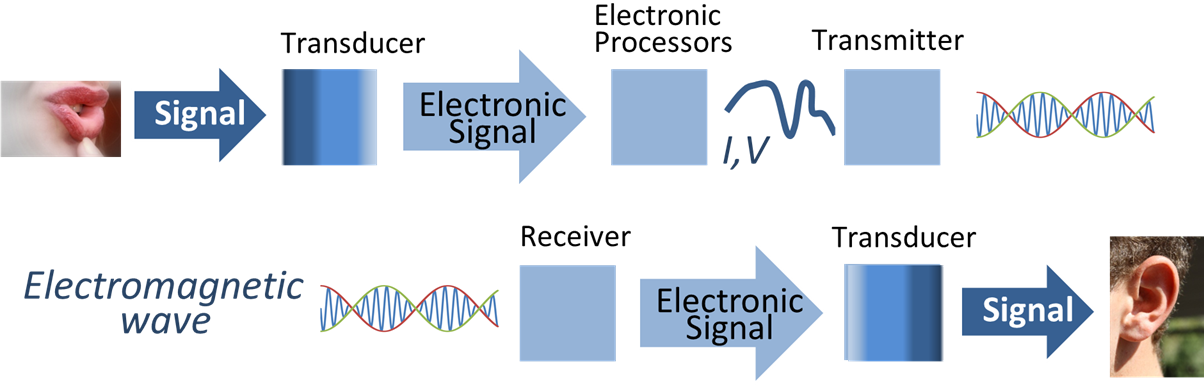
Schéma zpracování signálu

Zpracování signálu je vědeckotechnický obor na pomezí elektrotechniky a aplikované matematiky, který se zabývá analýzou, modifikací i syntézou signálů. Takovým signálem může být obraz, zvuk či jakákoli časově či prostorově proměnná měření. Zpracování signálu se zabývá jak diskrétním, tak spojitým signálem.
Typickými úlohami jsou například rozpoznávání vzorů, komprese, zlepšení signálu nebo obecně jeho filtrace.